# Anolis gadovii
Anolis gadovii – gatunek jaszczurki z rodziny Anolidae. Endemit Meksyku radzący sobie dobrze w środowisku zmienionym przez ludzi.

## Systematyka
Gatunek zaliczany jest do rodzaju Anolis. Zaliczany bywał też do Norops, obecnie uznawanego za młodszy synonim Anolis. Rodzaj Anolis umieszcza się obecnie w monotypowej rodzinie Anolidae. W przeszłości rodzaj ten zaliczano do rodziny legwanowatych (Iguanidae).

## Rozmieszczenie geograficzne
Zasięg występowania tego kręgowca rozciąga się od Agua del Obispo do Acapulco w obrębie stanu Guerrero w południowo-zachodnim Meksyku, co czyni z niego endemit tego państwa. Gad bytuje na wysokości nie wyższej niż 1300 metrów n.p.m.

## Siedlisko
A. gadovii zamieszkuje tropikalne lasy suche, po części liściaste. Jaszczurki te spotyka się na głazach i kamieniach w otoczeniu rzek i strumieni, niezbędnych dla gatunku. W obecności cieków wodnych radzi on sobie w środowisku silnie zdegradowanym działalnością człowieka.

## Zagrożenia i ochrona
W Czerwonej księdze gatunków zagrożonych IUCN A. gadovii jest klasyfikowany jako gatunek najmniejszej troski (LC, ang. Least Concern).
Zwierzę nie należy do rzadkości. Jego liczebność utrzymuje się na stabilnym poziomie.
IUCN nie wymienia żadnych zagrożeń dla gatunku, nie wymienia też z drugiej strony żadnych terenów chronionych w obrębie zasięgu występowania tego gada.